# Kolankaya (Pertek)
Kolankaya ist ein Dorf (Köy) im Landkreis Pertek der türkischen Provinz Tunceli. Im Jahr 2011 lebten in Kolankaya 42 Menschen.